# Llibre dels Vuit Senyals
El Llibre dels Vuit Senyals és la primera compilació coneguda del dret català, anterior al Llibre dels Quatre Senyals. El document s'escrigué entre el 1415 i 1425 com a resposta a les ingerències de la dinastia dels Trastàmara. Després de la coronació de Ferran I l'ambient de preocupació entre diputats catalans era generalitzat ja que va donar a entendre que la Generalitat es podia eliminar des del poder reial. Les institucions catalanes van reaccionar amb la publicació d'aquest document amb la intenció de demostrar que això no era factible.
El document va ser localitzat a l'Arxiu de la Corona d'Aragó per Pere Ripoll Sastre i la seva anàlisi apareix a la tesi de 2018 titulada Llibre de vuit senyals (15th century): an edition, legal and comparative study.